# Dytwin
Dytwin, (Detwin) – imię męskie pochodzenia germańskiego (niem. Dietwin), złożone z członów: Diet- (germ. þeudo, stsas. thioda, stwniem. diot) — "lud" oraz -win (stwniem., stsas. wini) — "przyjaciel" i oznaczające "przyjaciel ludu". W Polsce imię to notowano od 1251 roku w formie (Detwin) i od 1365 w formie Dytwin.
Przykładowe możliwe staropolskie zdrobnienia: Dytek, Dytko, Dytel, Dytka, Dytusz, Dytyl, Dzietko, Dziec(z)ko. 
Por. inne imiona o tym samym pierwszym lub drugim członie:
- Dyter
- Ditmar
- Teobald
- Teodoryk
- Teodulf
- Adalwin, Alwin
- Baldwin
- Edwin
- Egwin
- Erwin
- Gerwin
- Lewin
- Ludwin